# Ротакоа
Ротако́а (Phleocryptes melanops) — вид горобцеподібних птахів родини горнерових (Furnariidae). Мешкає в Південній Америці. Єдиний представник монотипового роду Ротакоа (Phleocryptes).

## Опис
Довжина птаха становить 13—14 см, вага 11—16 г. Голова темно-коричнева, над очима широкі білуваті «брови». Верхня частина тіла чорнувата, поцяткована сірими плямами, нижня частина тіла білувата, боки сіруваті. Крила чорнуваті з рудувато-коричневими смугами. Покривні пера рудуваті, хвіст чорнуватий. Дзьоб тонкий, гострий, темно-коричневий, лапи коричневі.

## Підвиди
Виділяють чотири підвиди:
- P. m. brunnescens Zimmer, JT, 1935 — західне узбережжя Перу (від П'юри і Ламбаєке до Іки);
- P. m. schoenobaenus Cabanis & Heine, 1860 — Анди в центральному і південному Перу (на південь від Хуніну), на заході Болівії та на північному заході Аргентини (Жужуй);
- P. m. loaensis Philippi Bañados & Goodall, 1946 — узбережжя на південному заході Перу (Арекіпа) і північ Чилі;
- P. m. loaensis (Vieillot, 1817) — південно-західна Бразилія (від Ріо-де-Жанейро і Сан-Паулу до Ріу-Гранді-ду-Сул), Уругвай, Аргентина, Чилі (на південь від Атаками).

## Поширення і екологія
Ротакоа мешкають у Перу, Болівії, Бразилії, Аргентині, Чилі та Уругваї. Взимку частина популяції мігрує на північ, до центрального Парагваю. Ротакоа живуть на болотах і в очеретяних заростях на берегах річок і озер. Зустрічаються поодинці або парами, на висоті до 4300 м над рівнем моря. Живляться комахами. Гніздо кулеподібне з бічним входом, зроблене з сухої трави, прикріплюється до очерету за допомогою мулу. В кладці 2—3 блакитних яйця розміром 20×16 мм. Інкубаційний період триває 16 днів. Пташенята покидають гніздо через 14—16 днів після вилуплення, за ними доглядають і самиці, і самці.